# سانت أوغسطين (فلوريدا)
سانت أوغسطين (بالإنجليزية: St. Augustine)‏، مدينة أمريكية تقع شمال شرق ولاية فلوريدا في الولايات المتحدة الأمريكية، وتعتبر أقدم مستوطنة دائمة أسسها الأوروبيون في الولايات المتحدة، قام بإنشائها المكتشف الأسباني بيدرو مينينديز دي أفيلس عام 1565. تبلغ مساحة هذه المدينة 27.8 (كم²)،ويبلغ عدد سكانها 12975 نسمة حسب إحصاء سنة 2010 م 12975. تشير إحصاءات سنة 2000م بأن الكثافة السكانية في هذه المدينة تقدر بـ(534.7) نسمة/كم2.

## تاريخ
حكمت إسبانيا منطقة سان أوغسطين أكثر من 200 عام. ويعتقد المؤرخون أن المكتشف الأسباني خوان بونسي دي ليون قد زار منطقة سان أوغسطين عام 1513م، في أواخر القرن السادس عشر، كانت سان أوغسطين مقراً للقيادة العسكرية الأسبانية في أمريكا الشمالية. وقد قام السير فرانسيس دريك، قائد البحرية البريطانية بتخريب هذه المدينة وحرق منشآتها عام 1586م. كانت منطقة أوغسطين تحت الحكم الأسباني حتى عام 1763م، عندما سيطر عليها البريطانيون، ثم عادت إسبانيا واحتلت المنطقة من عام 1783م إلى 1821م حيث أصبحت فلوريدا جزءاً من أراضي الولايات المتحدة.

## الوصف العام
وتعكس منطقة أوغسطين بشوارع مقاطعاتها القديمة العتيقة، وبطابع عمرانها الأسباني، حقيقة ماضيها الحافل، وقد تم الحفاظ على كثير من أبنيتها القديمة حفاظاً على الناحية التاريخية للمقاطعة، فما تزال القلعة المسماة كاستيلو دو سان ماركوس ـ قلعة سان ماركوس ـ ذات الأحجار الرمادية الضخمة، والتي بناها الأسبان في القرن السابع عشر ـ تطغى على أبنية المدينة.

## السياحة
في الثمانينيات من القرن التاسع عشر صارت مدينة سان أوغسطين منطقة سياحية لها شهرتها ومكانتها، واليوم تعتبر السياحة والأعمال المتصلة بها ومواردها من أكثر أنشطة أهل المدينة.